# Primera División 1898
In 1898 werd het zevende seizoen gespeeld van de Primera División, de hoogste voetbaldivisie van Argentinië. Lomas AC werd kampioen. 

## Eindstand
| Plaats | Club              | Wed. | W | G | V  | Saldo | Ptn. |
| ------ | ----------------- | ---- | - | - | -- | ----- | ---- |
| 1º     | Lomas Athletic    | 12   | 8 | 4 | 0  | 20:4  | 20   |
| 1º     | Lobos Athletic    | 12   | 9 | 2 | 1  | 21:6  | 20   |
| 3º     | Belgrano Athletic | 12   | 8 | 1 | 3  | 24:10 | 17   |
| 4º     | Lanús Athletic    | 12   | 6 | 1 | 5  | 29:12 | 13   |
| 5º     | United Banks      | 12   | 4 | 2 | 6  | 16:20 | 10   |
| 6º     | Palermo Athletic  | 12   | 2 | 0 | 10 | 10:47 | 4    |
| 7º     | Banfield          | 12   | 0 | 0 | 12 | 3:24  | 0    |

|  | Gekwalificeerd voor finale |
|  | Degradatie                 |

### Finale
|              |                     |       |                     |  |
| 11 september | Lomas Athletic Club | 2 – 1 | Lobos Athletic Club |  |
| 11 september |                     |       |                     |  |